# Tigran VI. Armenski
Julij Tigran (Julius Tigranes, 1. stoletje), bolj znan kot Tigran VI. Armenski, je bil kralj Armenije od 58. do 63. leta, njegova vladavina pa je sovpadala z rimsko-partsko vojno 58–63 zaradi te tampon države.
O njegovem zgodnjem življenju ni znano skoraj nič, vendar antični viri navajajo, da je bil pred ustoličenjem kapadoški princ judovskega, edomitskega, nabatejskega, grškega in perzijskega porekla, med njegovimi predniki pa sta se po Flaviju Jožefu nahajala tudi Herod Veliki in zadnji Arhelaj iz Kapadokije. Njegov stric je bil zadnji armenski kralj Tigran V. iz Armenije.
Tigrana so na oblast pripeljale rimske legije pod Gnejem Domicijem Korbulonom, potem ko so iz Armenije izgnale partske sile pod arsakidskim princem Tiridatom, ki se je pred tem okronal za armenskega kralja. Korbulon je zavzel armensko mesto Tigranakert in postavil Tigrana za kralja. Tigran je nato odšel v Rim, kjer ga je cesar Neron formalno potrdil za kralja, oziroma rimskega vazala. Rimljani so v njegovo prestolnico postavili močan garnizon. Tigran se je počutil dovolj močnega, da je izvedel pohod proti pro-partski državi Adiabeni, strmoglavil njenega vladarja Monobaza II. in jo priključil Armeniji.
Njegova oblast pa ni trajala dolgo. Rimsko cesarstvo in Partsko cesarstvo sta z mirovnim sporazumom leta 63 določila, da se Tiridat vrne na armenski prestol, vendar ob predhodnem priznanju rimskega cesarja kot svojega formalnega suverena. Zaradi tega je moral Julij zapustiti Armenijo in se vrniti v Rim.
Tigran je imel dva otroka: Gaja Julija Aleksandra in hčer Julijo.